# میکا تودوروویچ
میکا تودوروویچ 
(به بوسنیایی: Mica Todorović) (زادهٔ ۱۹۰۰ - درگذشتهٔ ۱۹۸۱) نقاش بوسنیایی اهل بوسنی و هرزگوین و یکی از اعضای مؤسس انجمن هنرمندان هنرهای زیبای بوسنی و هرزگوین بود.
تودوروویچ در سال ۱۹۰۰ در سارایوو متولد شد و در دبیرستان دخترانهٔ آنجا تحصیل کرد. در سال ۱۹۲۰ در آکادمی هنرهای زیبا در زاگرب ثبت نام کرد و در سال ۱۹۲۶ فارغ‌التحصیل شد. سپس به ایتالیا سفر کرد و هنر رنسانس را مطالعه کرد. در طول جنگ جهانی دوم در اردوگاه کار اجباری استارا گرادیشکا زندانی شد و پس از جنگ عضو مؤسس انجمن هنرمندان هنرهای زیبای بوسنی و هرزگوین شد. او همچنین عضو دائم آکادمی علوم و هنر بوسنی و آکادمی علوم و هنر صربستان شد.
اولین نمایشگاه تودوروویچ در سال ۱۹۳۰ در انگلستان برگزار شد و او با گروه زاگرب زملیا که در سراسر اروپا نمایشگاه‌هایی را برگزار می‌کردند، مرتبط شد. او به عنوان یک سوسیالیست به این گروه پیوست و در سال ۱۹۳۲ به سارایوو بازگشت و عضو حزب کمونیست یوگسلاوی شد. در سال ۱۹۴۵ در کمیسیون دولتی ایجاد جنایات جنگی در بلگراد شهادت داد و پس از جنگ جهانی دوم، تنها هنرمندی بود که در این کمیسیون شهادت داد. آثار تودوروویچ در دوران پس از جنگ جهانی دوم به سمت خلقیت و انتقال پیام‌های اجتماعی متمایل شد.
او جوایزی از جمله نشان شایستگی برای مردم - ستارهٔ طلایی و نشان کارگر - پرچم سرخ را دریافت کرد.

## زندگی‌نامه
تودوروویچ در سال ۱۹۰۰ در سارایوو به دنیا آمد و تحصیلات متوسطه‌اش را در دبیرستان دخترانهٔ آنجا گذراند و در سال ۱۹۲۰ در آکادمی هنرهای زیبا در زاگرب ثبت نام کرد، که او تنها زنِ کلاس‌شان بود. او در سال ۱۹۲۶ فارغ‌التحصیل شد و به سارایوو بازگشت، که مرکزی برای انواع هنرهای تجسمی بود. سپس به ایتالیا سفر کرد و در آنجا هنر رنسانس را مطالعه کرد. در طول جنگ جهانی دوم در اردوگاه کار اجباری استارا گرادیشکا زندانی شد و بعداً به اتریش تبعید گردید تا به عنوان نیروی کار اجباری مشغول به کار شود. در سال ۱۹۴۵، پس از جنگ، وی یکی از اعضای مؤسس انجمن هنرمندان هنرهای زیبای بوسنی و هرزگوین بود. او همچنین اولین زنی بود که عضو دائم آکادمی علوم و هنر بوسنی و همچنین عضو آکادمی علوم و هنر صربستان شد. او همچنین یکی از اولین استادان دانشکدهٔ هنرهای کاربردی در سارایوو بود که تا زمان بازنشستگی در آنجا کار کرد. او در سال ۱۹۸۱ درگذشت و در گورستان باره به خاک سپرده شد.

## آثار
اولین نمایشگاه تودوروویچ در سال ۱۹۳۰ در انگلستان برگزار شد. او به عنوان یک سوسیالیست با گروه زاگرب زملیا مرتبط شد که در لیوبلیانا و در سراسر اروپا نمایشگاه‌هایی را برگزار می‌کردند. این گروه متشکل از هنرمندانی بود که به سبک‌های ساده کار می‌کردند و می‌خواستند زندگی طبقهٔ کارگر را به نمایش بگذارند. در سال ۱۹۳۲ او به سارایوو بازگشت و عضو حزب کمونیست یوگسلاوی شد. او از سال ۱۹۳۷ عمدتاً با رنگ کار می‌کرد.
در سال ۱۹۴۵ تنها هنرمندی بود که در کمیسیون دولتی ایجاد جنایات جنگی در بلگراد شهادت داد، جایی که از سری نقاشی‌های او «آخرین قربانیان یاسنوواچ و گرادیشکا» که زندگی در اردوگاه‌های کار اجباری را به تصویر می‌کشید، به عنوان مدرک استفاده شد. پس از جنگ جهانی دوم، چهره‌های انسانی از آثار او ناپدید شدند و اشیاء اطراف خود را به سوژه‌های آثارش تبدیل کرد.

### آثار گمشده
در سال ۱۹۹۲ ساختمان ده طبقه‌ای که متعلق به روزنامهٔ اوسلوبودنژی بود، تخریب شد و در میان خرابه‌ها، عکس‌هایی که توسط تودوروویچ گرفته شده بود پیدا شدند.

## جوایز
- نشان شایستگی برای مردم - ستارهٔ طلایی.
- نشان کارگر - پرچم سرخ.

## میراث
خیابانی در گوریکا، منطقه‌ای در سارایوو که او در آن زندگی می‌کرد، به افتخار و یاد او نامگذاری شده‌است.